# Урсаевский сельсовет (Башкортостан)
Урсаевский сельсове́т (баш. Урсай ауыл советы) — упразднённая в 2008 году административно-территориальная единица и сельское поселение (тип муниципального образования) в составе Шаранского района Башкортостана. Объединён с сельским поселением Акбарисовский сельсовет. Административный центр — село Чупаево.
Код ОКАТО — 80258870000.

## География
Протекает река Шатлык.

## Состав
- с. Чупаево — административный центр,
- д. Биккулово,
- д. Мещерево,
- д. Урсаево,
- д. Уялово,

## История
Образован в 1924 году с административным центром в Урсаево. В 1926 году центр сельсовета переведён в деревню Чупаево, а в 1929 году — в деревню Мещерево.
В 2008 году произошло объединение Урсаевского и Акбарисовского сельсоветов с сохранением наименования «Акбарисовский» (Закон Республики Башкортостан от 19.11.2008 N 49-з «Об изменениях в административно-территориальном устройстве Республики Башкортостан в связи с объединением отдельных сельсоветов и передачей населённых пунктов»).

## Транспорт
Автодорога 80Н-554.